# Tiffany William
Tiffany Okpoho William (* 19. Juli 1994 in Nigeria) ist eine britische Tennisspielerin.

## Karriere
William begann mit neun Jahren das Tennisspielen und bevorzugt Hartplätze. Sie spielt vor allem Turniere auf der ITF Women’s World Tennis Tour, wo sie bislang zwei Doppeltitel gewann.

## College Tennis
Von 2013 bis 2015 spielte Miller für die Blue Raiders der Middle Tennessee State University.

## Turniersiege

### Doppel
| Nr. | Datum           | Turnier       | Kategorie   | Belag     | Partnerin           | Finalgegnerinnen                      | Ergebnis          |
| --- | --------------- | ------------- | ----------- | --------- | ------------------- | ------------------------------------- | ----------------- |
| 1.  | 23. Juni 2018   | Kiryat Shmona | ITF $15.000 | Hartplatz | Paulina Jastrzebska | Elena-Teodora Cadar Alexandra Walters | 7:5, 2:6, [17:15] |
| 2.  | 10. August 2019 | Nairobi       | ITF W15     | Hartplatz | Paulina Jastrzebska | Sathwika Sama Saumya Vig              | 7:62, 6:2         |

## Persönliches
Tiffany ist die Tochter von Esther Obong und William Okpoho und hat einen Bruder Mark.